# 白鳥山 (新潟県・富山県)
白鳥山（しらとりやま）は、飛騨山脈（北アルプス）後立山連峰の最北端にある標高1,287mの山。新潟県糸魚川市と富山県朝日町にまたがる。山姥山・上計呂山・寺山などの別称がある。

## 概要
朝日岳と日本海沿岸の親不知とを結ぶ栂海新道（つがみしんどう）上に位置する。山頂には三等三角点があり、新潟県と富山県の県境となっている。
毎年5月下旬、糸魚川市の親不知コミュニティーロード（市道天険親不知線）にて糸魚川ゆかりの英国人登山家ウォルター・ウェストンの功績を称える「海のウェストン祭」が開催され、それに続いて白鳥山の山開きと登山が行われる。
新潟県側の麓の上路（あげろ）地区は謡曲「山姥（やまんば）」の舞台となった場所であり、周辺には山姥伝説にまつわる山姥洞・山姥神社などがある。

## 登山ルート
- 栂海新道ルート
  - 途中の坂田峠（標高611m）までは舗装された林道を通って車で行くことができる。坂田峠下には駐車場もある。
  - 坂田峠からの登山口には金時坂と呼ばれる急登があり、鉄製の階段やロープが設置されている。
  - 金時坂から山頂へ向かう途中にシキ割と呼ばれる水場がある。ただし、夏場は水が枯れることがあるため、飲料水の携行は必須。
- 山姥ルート
  - 坂田峠手前の分岐点から林道山姥線に入る。
  - 林道終点の駐車場から登山道を登り、山姥洞・鼓ヶ滝を経て頂上を目指す。
- 榀谷（しなだに）ルート
  - 上路集落のはずれから榀谷を登り、山姥洞に至る。途中、徒渉点が2箇所ある。

## 周辺の山小屋
- 白鳥小屋（無人） - 山頂にある2階建ての山小屋。1991年に青海町（現・糸魚川市）が設置。1998年に焼失したが再建された。
- 2008年に野外トイレが設置された。

## 近隣の山
- 黒姫山
- 黒岩山
- 犬ヶ岳
- 朝日岳
- 菊石山